# Скарятин, Николай Яковлевич
Николай Яковлевич Скарятин (12 (24) января 1823 — 1894) — губернатор Казанской губернии, жестоко усмирившей татарский бунт в 1878—1879 годах, тайный советник.

## Биография
Младший сын Якова Фёдоровича Скарятина (1780—1850), участника заговора против императора Павла I, и княжны Натальи Григорьевны Щербатовой (1790—1857), сестры А. Г. Щербатова. Родился в Москве, крещен 20 января 1823 года в Георгиевской церкви в бывшем Георгиевском монастыре при восприемстве братьев Владимира и Александра.
Получил домашнее образование. После сдачи экзамена в инженерном училище, 30 ноября 1840 года поступил на службу унтер-офицером лейб-гвардии в конный эскадрон. В чине поручика 16 апреля 1844 года вышел в отставку. В 1855 году поступил на службу в Одесский уланский полк и был командирован в осаждённый Севастополь, где принял участие в сражении при Чёрной речке.
В 1856 году был назначен адъютантом Главнокомандующего 2-й Армией генерал-адъютанта А. Н. Лидерса, а в следующем году уволен со службы в чине штаб-ротмистра.
В 1858 году был избран дворянством Щигровского уезда в члены курского губернского комитета для составления проекта положения об устройстве быта помещичьих крестьян. В марте 1859 года был избран предводителем дворянства, в 1861 году был произведён в статские советники. С 19 апреля 1864 году — действительный статский советник.
В 1865 году был причислен к Министерству внутренних дел и в 1866 году назначен исполняющим должность Казанского губернатора; был утверждён в должности 19 февраля 1867 года. В 1875 году произведён в тайные советники. В том же году по ходатайству Чистопольского городского общества был удостоен звания почётного гражданина г. Чистополя; ранее, 29 декабря 1872 года, по ходатайству Чистопольской городской думы императором было утверждено наименование общественного сада, устроенного в мае 1868 года на добровольные пожертвования, «Скарятинским». В 1875 году он был также утверждён почётным членом казанского местного управления общества попечения о больных и раненых воинах.
После ревизии в 1880 году сенатора М. Е. Ковалевского за возмутительные насилия над правами и верованиями местного татарского населения был уволен от должности губернатора. По словам В. И. Дена, Скарятин «был человек лукавый, малообразованный, завистливый и, что всего хуже — в крепостнических отношениях у своей супруги». В службе имел известность большого самодура, но в частной жизни был аристократ, джентльмен и большой театрал.
Умер 28 апреля (10 мая) 1894 года в имении при селе Тёсово Сычёвского уезда Смоленской губернии. Похоронен на кладбище села Милюково.

## Награды
- орден Св. Анны 3-й ст. с мечами (1855)
- орден Св. Станислава 1-й ст. (1868)
- орден Св. Анны 1-й ст. (1871)
- орден Св. Владимира 2-й ст. (1873)
- орден Белого Орла

также
- особый знак отличия за успешное введение в действие положений о крестьянах, знак отличия за поземельное устройство крестьян
- медали: золотая — за труды по освобождению крестьян, серебряная — за защиту Севастополя, бронзовая на Андреевской ленте — в память войны 1853-1856 гг.

## Семья

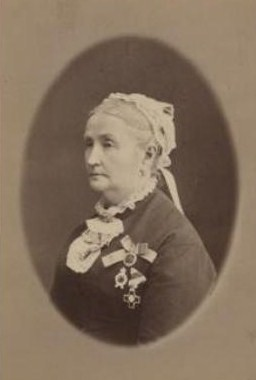
Прасковья Ивановна

Жена (с 14 октября 1845 года; Франкфурт-на-Майне) — Прасковья Ивановна Логинова (1826— ?), внучка известного откупщика Иван Васильевич Логинова, пользовавшегося покровительством Потёмкина; дочь статского советника Ивана Ивановича Логинова (ум. 1842) от его брака с Александрой Васильевной Ильиной. Получила в приданое имение Тёсово. По словам современника, многие порывы Скарятина сдерживала добрая, любимая всеми жена его Прасковья Ивановна. Состояла председателем Казанского местного управления Общества попечения о раненых и больных воинах. Их дети:
- Яков (18.07.1846; Франкфурт-на-Майне—02.07.1847)
- Григорий (04.06.1848—03.08.1889[6]), капитан лейб гвардии Семёновского полка[7]. Умер от чахотки в Женеве.
- Ольга (30.04.1850; Смоленск — 10.12.1935), замужем за итальянцем Галлиано, похоронена в Ливорно на Новом Греческом кладбище.
- Александра (30.04.1850; Смоленск — 1925), близнец с сестрой, похоронена в Ливорно.